# Australische vuurstuitwaaierstaart
De Australische vuurstuitwaaierstaart (Rhipidura rufifrons) is een zangvogel uit de familie rhipiduridae (waaierstaarten). De vogel komt voor in  Australië. Een aantal zeer verwante soorten op diverse kleine eilanden rond Nieuw-Guinea zijn lang als ondersoorten beschouwd, maar op de IOC World Bird List versie 14.1 zijn deze ondersoorten afgesplitst als aparte, endemische.

## Kenmerken
Het is een zangvogel van ongeveer 15-16,5 cm lengte. De vogel is van boven grijsbruin; de stuit en de bovenkant van de staart zijn warm roodbruin. De vogel heeft een zwart kraagje dat uitloopt in donkere spikkels op de borst. De keel is helderwit. Kenmerkend is een oranjerode vlek op het voorhoofd. De waaiervormige staart is van onder donkergrijs met witte uiteinden aan de staartpennen.

## Verspreiding en leefgebied
Het is een vogel van dichte ondergroei in een groot aantal typen bos, meestal vochtig tropisch regenbos, maar ook mangrove, moessonbos, gebieden met struikgewas langs kusten, vegetaties langs waterlopen, soms ook (tijdens de trek) in open terrein bij boerderijen, tuinen en steden.
Er zijn twee ondersoorten:
- R. r. rufifrons  (Latham, 1802): het zuidoosten van Zuid-Australië tot in New South Wales
- R. r. intermedia North, 1902: van Kaap York tot in zuidoostelijk Queensland

## Status
De Australische vuurstuitwaaierstaart heeft een groot verspreidingsgebied en daardoor alleen al is de kans op de status  kwetsbaar (voor uitsterven) gering. De grootte van de populatie is niet gekwantificeerd. De indruk bestaat dat de aantallen teruglopen. Echter, het tempo van achteruitgang ligt onder de 30% in tien jaar (minder dan 3,5% per jaar). Om deze redenen staat deze waaierstaart als niet bedreigd op de Rode Lijst van de IUCN.